# BNC (소프트웨어)
BNC (Bounced Network Connection)는 프록시처럼 컴퓨터 네트워크에서 연결, 트래픽을 전달시켜주는 소프트웨어이다. BNC를 이용하면 트래픽의 본래 출처를 감출 수 있고, 프라이버시를 보호하며 특정 장소를 통해 트래픽을 보낼 수 있다. 또한 사용자가 실제로 연결하려는 위치를 숨길 때도 이용된다.

## IRC

일반 클라이언트(초록)와 봇(파랑), 바운서(갈색)으로 연결된 IRC 네트워크의 도식

흔한 사용례 중 하나는 원격 서버 위에서 실행되는 BNC를 통해 IRC에 연결하는 것이다.

## 소프트웨어 목록
- Bip IRC Proxy
- bnc
- ezbounce
- JBouncer
- muh bnc
- psyBNC
- shroudBNC
- ZNC
- Bouncer
- dircproxy
- The Lounge

## 같이 보기
- 프록시 서버
- 공개 프록시